# Barbuda (sziget)
Barbuda a Szélcsendes-szigetek egyik szigete, Antigua és Barbuda részét képezi.

## Jellemzői
Az Antiguától északra elhelyezkedő sziget legmagasabb pontja mindössze 38 méterrel emelkedik a tengerszint fölé. A sziget központja és egyben legnagyobb települése a több, mint 1000 főt számláló Codrington. 
A szigetet rendkívül súlyos károk érték 2017 szeptemberében, amikor az Irma hurrikán központi része letarolta a felszínét. A vihar elől a mintegy 1800 lelket számláló helyi lakosságot távolabbi szigetekre menekítették. Az Irma hurrikán következményeként a sziget nem alkalmas az emberi lakhatásra.

## Élővilága
A szigeten él a tejufélék közé tartozó Ameiva griswoldi.